# Myriocephalus squamatus
Myriocephalus squamatus là một loài thực vật có hoa trong họ Cúc. Loài này được Paul G.Wilson mô tả khoa học đầu tiên năm 2002.